# 剑南西川节度使
剑南西川节度使，简称西川节度使，唐朝在今四川省西部设立的节度使。
至德二载（757年）分剑南节度使西部设置。治所在成都府，管辖成都府、彭州、蜀州、汉州、眉州、嘉州、邛州、简州、嶲州、戎州、维州、合州、文州、扶州、奉州、霸州、姚州、资州、茂州、黎州、雅州。763年，增加通州、巴州、蓬州、渠州，后归山南西道节度使。又增加松州、当州、悉州、柘州、翼州、恭州、真州、环州、静州。十二月，剑南西山地区被吐蕃占领，文州归山南西道节度使。764年，与东川节度使合并，下辖43州：成都府、彭州、蜀州、汉州、眉州、邛州、嘉州、嶲州、黎州、戎州、维州、茂州、雅州、合州、文州、扶州、奉州、霸州、松州、当州、悉州、柘州、翼州、恭州、真州、环州、静州、姚州、梓州、渝州、遂州、简州、资州、昌州、绵州、龙州、剑州、普州、荣州、陵州、阆州、泸州。767年，再分割，西川下辖成都府、彭州、蜀州、汉州、眉州、邛州、嘉州、嶲州、黎州、戎州、维州、茂州、雅州、合州、扶州、奉州、姚州、霸州、柘州、翼州、恭州、环州、静州、真州。768年增加静州。795年，增统押近界诸蛮及西山八国云南安抚使。805年增加古州。809年增加简州、资州。
西川节度使长期管辖成都府和彭州、汉州、眉州、嘉州、邛州、简州、资州、茂州、黎州、雅州以西各州，相当于今天成都平原及其以西以北和雅砻江以东的地区。
865年，南诏占领嶲州，868年嶲州、蜀州、雅州、眉州、邛州、嘉州、黎州设立定边节度使。870年，废除定边节度使。882年，眉州设保胜防御使，彭州、蜀州、汉州设立防御使。888年，蜀州、雅州、邛州、黎州设立永平军节度使，彭州、茂州设立威戎节度使。891年，废除永平节度使。892年，彭州归龙剑节度使。897年，合州归武信节度使。唐朝末年王建以此地为根据地建立五代十国前蜀。

## 历代節度使
- 裴冕（759年—760年）
- 李国贞（760年—761年）
- 崔光远（761年）
- 严武（761年—762年）
- 高适（762年—763年）
- 严武（764年—765年）
- 郭英乂（765年）
- 杜鸿渐（766年—767年）
- 崔宁（767年—779年）
- 杜鸿渐（766年—767年）
- 张延赏（779年—785年）
- 韦皋（785年—805年）
- 袁滋（805年）（未赴任）
- 刘辟（805年—806年）
- 高崇文（806年—807年）
- 武元衡（807年—813年）
- 李夷简（813年—818年）
- 王播（818年—821年）
- 段文昌（821年—823年）
- 杜元颖（823年—829年）
- 郭钊（829年—830年）
- 李德裕（830年—832年）
- 段文昌（832年—835年）
- 杨嗣复（835年—837年）
- 李固言（837年—841年）
- 崔郸（841年—847年）
- 李回（847年—848年）
- 杜悰（848年—852年）
- 白敏中（852年—857年）
- 魏谟（857年—858年）
- 李景让（858年—859年）
- 杜悰（859年—860年）
- 夏侯孜（860年—862年）
- 萧鄴（862年—864年）
- 李福（864年—866年）
- 刘潼（866年—868年）
- 卢耽（868年—870年）
- 李佶（869年）（遥领）
- 吴行鲁（870年—871年）
- 路岩（871年—873年）
- 牛丛（873年—875年）
- 高骈（875年—878年）
- 崔安潜（878年—880年）
- 陈敬瑄（880年—891年）
- 韦昭度（888年—889年）（未赴任）
- 王建（891年—907年）
- 李茂贞（897年）（未赴任）

成都尹（前蜀）
- 周博雅（908年）
- 崔隐（908年）
- 潘峤（913年）
- 韩昭（920年—925年）

西川节度使（后唐）
- 孟知祥（925年—934年）

成都尹（后蜀）
- 韩保贞（958年）

西川节度使（北宋）
- 吕余庆（965年—968年）
- 刘熙古（968年—972年）
- 郑牧（973年—974年）
- 吕端（975年—976年）